# Andró d'Efes
Andró d'Efes (en grec antic: Ἄνδρων, en llatí: Andron) fou un escriptor efesi que va escriure un llibre sobre els set savis de Grècia i que possiblement es titulava Τρίπους (trípode). El llibre l'esmenten Diògenes Laerci, Climent d'Alexandria, Foci, l'enciclopèdia Suides i altres.